# Nederlands kampioenschap schaken 1994
Het Nederlands kampioenschap schaken 1994 vond plaats van 4 juni t/m 17 juni 1994 in Amsterdam. De partijen werden gespeeld in het Holiday Inn Hotel aan de De Boelelaan. Jeroen Piket won het toernooi.

## Achtergrond
Wolters Kluwer had zich voor drie jaar verbonden als sponsor van het Nederlands kampioenschap schaken. Het toernooi werd daarom op 3 juni 1994 geopend in het nieuwe hoofdkantoor van het uitgeversconcern aan de Stadshouderskade 1. De partijen begonnen de volgende dag in het Holiday Inn Hotel. Dat hotel was eerder gastheer van het Nederlands kampioenschap schaken 1982.
De uit Bosnië afkomstige Ivan Sokolov, die vanwege de Bosnische Burgeroorlog zijn land was ontvlucht, maakte zijn debuut op het Nederlands kampioenschap. Met een rating van 2650 was hij één van de favorieten voor de titel. Dat lukte hem echter niet. Hij verloor zijn eerste twee partijen en eindigde na een inhaalrace met 6½ punt op een gedeelde vierde plek.
Sokolov was niet de enige niet in Nederland geboren deelnemer. Ook de bakermat van twee andere deelnemers, Genna Sosonko (Rusland) en Roberto Cifuentes (Chili), ligt op buitenlandse bodem. Jan Timman deed daarentegen niet mee. Hij verkoos een toernooi in Dortmund boven het Nederlands kampioenschap. Ondanks de afwezigheid van Timman werd het toernooi bestempeld als één van de sterkst bezette Nederlandse kampioenschappen uit de geschiedenis.
Piket won het toernooi probleemloos. Daarmee kroonde hij zich voor de vierde maal tot Nederlands kampioen. Eerder deed hij dat in 1990, 1991 en 1992.
Opvallend was de lage klassering van Paul van der Sterren, die het jaar ervoor nog bovenaan eindigde.

## Uitslag en kruistabel[9]
| #  | Naam                 | Score | 1  | 2  | 3  | 4  | 5  | 6  | 7  | 8  | 9  | 10 | 11 | 12 |
| -- | -------------------- | ----- | -- | -- | -- | -- | -- | -- | -- | -- | -- | -- | -- | -- |
| 1  | Jeroen Piket         | 8½    | -- | ½  | 1  | ½  | 1  | 1  | ½  | 1  | 1  | ½  | 1  | ½  |
| 2  | John Van der Wiel    | 7½    | ½  | -- | ½  | ½  | ½  | ½  | 1  | ½  | ½  | 1  | 1  | 1  |
| 3  | Loek van Wely        | '7    | 0  | ½  | -- | ½  | 1  | 1  | 1  | 1  | 0  | 1  | 0  | 1  |
| 4  | Ivan Sokolov         | 6½    | ½  | ½  | ½  | -- | 1  | 0  | 0  | ½  | ½  | 1  | 1  | 1  |
| 5  | Roberto Cifuentes    | 6½    | 0  | ½  | 0  | 0  | -- | ½  | 1  | 1  | 1  | ½  | 1  | 1  |
| 6  | Genna Sosonko        | 5½    | 0  | ½  | 0  | 1  | ½  | -- | ½  | ½  | 0  | 1  | ½  | 1  |
| 7  | Jeroen Bosch         | 5     | ½  | 0  | 0  | 1  | 0  | ½  | -- | ½  | 1  | ½  | ½  | ½  |
| 8  | Friso Nijboer        | 5     | 0  | ½  | 0  | ½  | 0  | ½  | ½  | -- | 1  | 1  | ½  | ½  |
| 9  | Paul van der Sterren | 4½    | 0  | ½  | 1  | ½  | 0  | 1  | 0  | 0  | -- | ½  | ½  | ½  |
| 10 | Mark van der Werf    | 4     | ½  | 0  | 0  | 0  | ½  | 0  | ½  | 0  | ½  | -- | 1  | 1  |
| 11 | Erik Hoeksema        | 3½    | 0  | 0  | 1  | 0  | 0  | ½  | ½  | ½  | ½  | 0  | -- | ½  |
| 12 | Stan van Gisbergen   | 2½    | ½  | 0  | 0  | 0  | 0  | 0  | ½  | ½  | ½  | 0  | ½  | -- |